# مورون - بوئنوس آیرس
مورون (به اسپانیایی: Morón) شهری در کشور آرژانتین، استان بوئنوس آیرس است که در سال ۲۰۰۹ میلادی، حدود ۹۲٬۷۲۵ نفر جمعیت داشته است.